# Johnny Ramone
John William Cummings (8 d'octubre de 1948 – 15 de setembre de 2004), conegut professionalment com a Johnny Ramone, fou un guitarrista i compositor nord-americà, conegut sobretot per ser guitarrista del grup punk The Ramones. Era membre fundador del grup i s'hi va mantenir durant tota la seva trajectòria.
El 2009, va sortir a la llista de la revista Time dels "10 millors guitarristes". El 2012 va quedar el vuitè a la llista de la revista Spin dels "100 millors guitarristes de tots els temps" i el 28 a la llista de 2015 de Rolling Stone.

## Biografia
John William Cummings va néixer a Queens el 8 d'octubre de 1948, fill únic d'un treballador de la construcció d'ascendència irlandesa. Va créixer al barri de Forest Hills, Queens de Nova York, escoltant música rock. D'adolescent, Johnny va tocar en un grup anomenat the Tangerine Puppets juntament amb el futur bateria dels Ramones Tamás Erdélyi (més conegut com a Tommy Ramone). En la seva adolescència, era un "greaser", encara que més endavant era fan dels Stooges i portava samarretes tie-dye. Tota la vida va ser afeccionat dels New York Yankees. També va fer de llauner amb el seu pare abans que els Ramones fossin famosos, i va arribar a anar a una escola militar, i per poc temps, a una universitat de Florida.
Va conèixer el seu futur company de grup Douglas Colvin, que seria en Dee Dee Ramone, a principis dels anys 70 fent de repartidor d'una tintoreria. Anaven a dinar plegats i parlaven dels grups que els agradaven com els Stooges i MC5. Van anar junts a Manny's Music de Nova York el gener de 1974, i en Johnny hi va comprar una guitarra Mosrite Ventures II blava de segona mà per només 54 dòlars, mentre que en Dee Dee va comprar-se un baix Danelectro. Van ajuntar-se amb en Jeffrey Hyman, que després va ser en Joey Ramone, per formar els Ramones amb en Richie Stern al baix. Stern va plegar després d'alguns assajos. Tommy va afegir-s'hi l'estiu d'aquell any després de no aconseguir trobar cap bateria que els fes el pes.
En Johnny fou el responsable de començar una de les fonts de conflicte principals dins del grup quan va començat a sortir i després es va casar amb Linda Daniele, que abans havia sortit amb el Joey. Aparentment, aquest incident va fer que Joey escrigués cançons com "The KKK Took My Baby Away" i "She Belongs To Me", encara que s'ha especulat que la cançó ja estava escrita abans de la fundació dels Ramones el 1974. Encara que el grup va continuar durant anys després d'aquest incident, les relacions entre Johnny i Joey van continuar sent tenses. Anys més tard, quan en Joey era a l'hospital morint-se de càncer, en Johnny no el va voler telefonar. Més endavant va parlar d'aquest incident a la pel·lícula End of the Century: The Story of the Ramones, dient que hauria estat inútil tornar-se a trobar. Però també va afegir que va estar deprimit una setmana després de la mort d'en Joey. Quan li van insistir, va reconèixer que era pels llaços que s'havien format al grup. En el llibre del seu mànager de concerts Monte Melnick sobre la seva època amb els Ramones, es diu que Johnny havia dit, "No faré res sense ell. Vaig veure que s'havia acabat. Era el meu soci. Ell i jo. Ho trobo a faltar."
A més de la seva carrera musical, Johnny va aparèixer en gairebé una dotzena de pel·lícules (comptant-hi Rock 'n' Roll High School) i documentaris. També va sortir en televisió en programes com The Simpsons (1F01 "Rosebud", 1993) i Space Ghost Coast to Coast (Episodi 5 "Bobcat").